# Рио-Нитерой
Мост имени Президента Коста-и-Силвы, или Рио-Нитеро́й (порт. Ponte Presidente Costa e Silva, Ponte Rio-Niterói) — автодорожный мост через залив Гуанабара, соединяющий муниципалитеты Рио-де-Жанейро и Нитероя в Бразилии. Является частью шоссе BR-101. Ежедневно по мосту проезжает более 150 тысяч единиц транспорта. Проезд по мосту платный.
Проектирование и строительство моста имело большое значение для развития мирового мостостроения. На момент окончания строительства центральный судоходной пролёт был самым большим в мире среди стальных балочных мостов. Является крупнейшим мостом из предварительно напряженного железобетона в Южном полушарии. Общая протяженность мостового перехода составляет около 13 км, это одно из крупнейших транспортных сооружений Бразилии.

## История
Начиная с 1878 года было составлено несколько проектов строительства моста или туннеля для соединение Рио-де-Жанейро и Нитероя, однако по разным причинам ни один из них не был реализован. 
В 1963 году была создана рабочая группа для изучения проекта строительства моста. 29 декабря 1965 года был сформирован исполнительный комитет для управления программой строительства мостов, которым руководил министр транспорта Марио Андреацца.
Проект моста через Рио-Нитерой был подготовлен консорциумом из двух компаний. Бразильская фирма Noronha Engenharia подготовила проект подходов к мосту в Рио-де-Жанейро и Нитерое, а также железобетонную часть моста. Американская фирма Howard Needles Tammen and Bergendoff International разработали участок стальных судоходных пролетов, включая фундаменты и опоры. Инженерами, ответственными за проект бетонного моста, были Антониу Алвес де Норонья Фильо и Бенджамин Эрнани Диас, а инженером, ответственным за стальной мост, был Джеймс Грэм.
23 августа 1968 года президент Бразилии Артур да Коста-и-Силва подписал указ о строительстве моста. 9 ноября 1968 года состоялась официальная церемония закладки моста, на которой присутствовала королева Великобритании Елизавета II и принц Филипп. Строительные работы начались в январе 1969 года. В строительстве моста принимали участие промышленные и строительные фирмы Англии, Италии, США, Франции, Швеции и Канады. Контракт на бетонные работы получил консорциум Consórcio Construtor Rio-Niterói. 

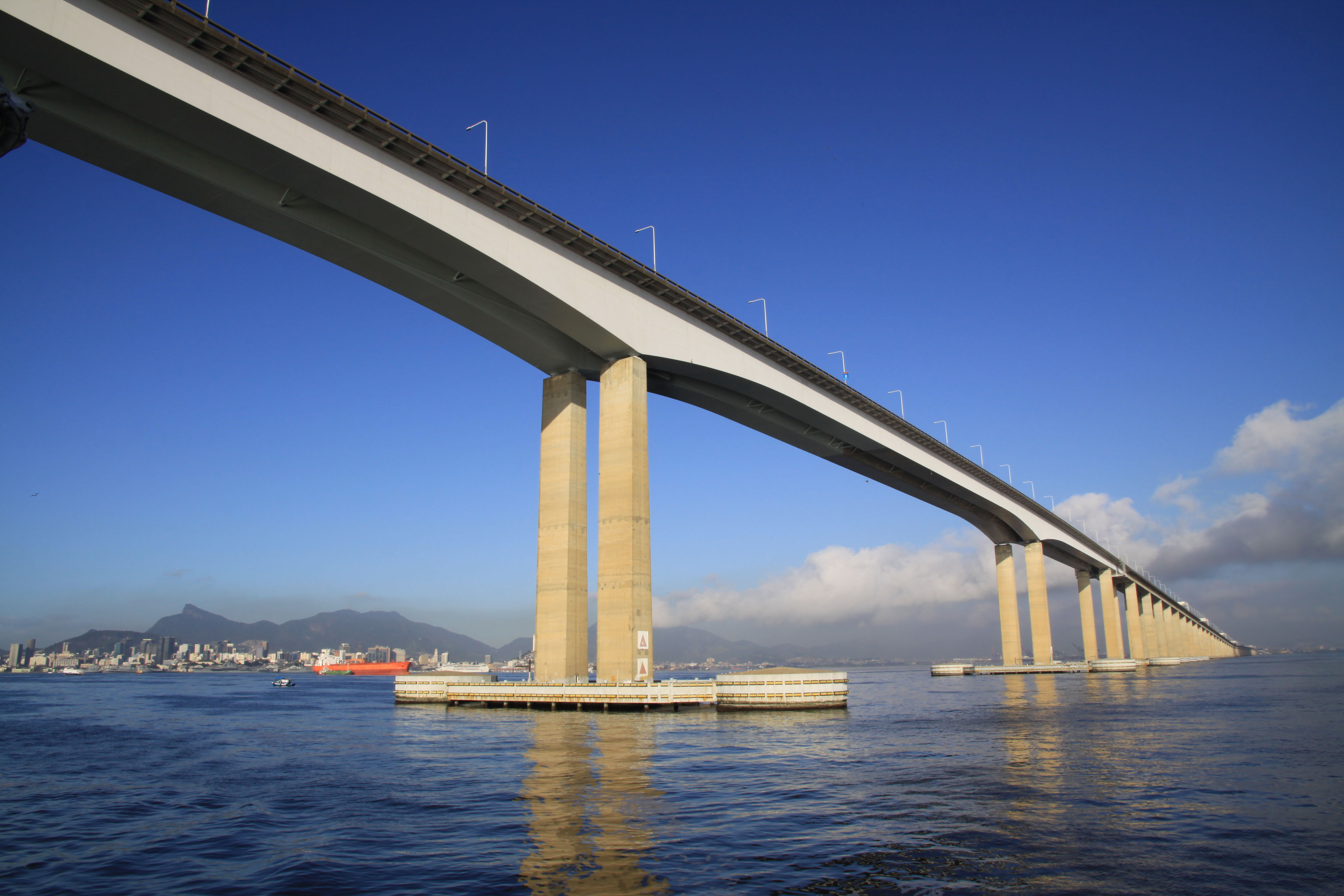
Центральный пролёт моста

В 1971 году из-за задержки в работах контракт был расторгнут и строительство стало ответственностью нового консорциума Consórcio Construtor Guanabara Ltda., состоящего из строительных компаний Construções e Comércio Camargo Corrêa Ltda., Construtora Mendes Júnior S.A. и Construtora Rabello S.A. Этот консорциум отвечал за бетонные работы. Строительство стальных конструкций осуществлялось Cleveland Bridge & Engineering Company и Redpath Dorman Long совместно с бразильским Montreal Engenharia.
Элементы конструкций судоходных пролетов в виде отдельных блоков стенок и плит изготовляли в Англии и доставляли водным путем в Бразилию. Металлоконструкции судоходных пролетов собирались на острове Каю, расположенном вблизи Нитероя. Вначале собрали центральный участок среднего пролета длиной 176 м, установили в нем водонепроницаемые перегородки и превратили в понтон, собрали конструкцию боковых пролётных строений с консолями 62 м в сторону среднего пролёта и 30 м в сторону прилегающих пролетов. Затем разрезали эту конструкцию общей длиной 242 м по продольной оси между коробчатыми блоками. Эти половины (каждая массой в 2250 т) поочередно транспортировали на понтоне в пролёт и поднимали с помощью домкратов на высоту 52,2 м. Последним доставили средний участок конструкции (использованный ранее как понтон), и, подняв его, состыковали пояса и стенки коробчатых балок. Остальные пролеты моста собирались из сборного железобетона путем навесной сборки с применением пучков предварительно напряженной арматуры.
За время строительства моста в стране сменилось три главы государства и произошёл военный переворот, однако это не повлияло на ход работ. 
Торжественное открытие моста состоялось 4 марта 1974 года в присутствии президента Бразилии Эмилиу Гаррастазу Медиси и министра транспорта Марио Андреацца. Мост получил название в честь Артура да Коста-и-Силва, бывшего президента Бразилии, инициировавшего строительство, но не дожившего до его окончания.
В январе 1977 года в аварии на мосту погибла известная бразильская певица Майса.
С 1 июня 2015 года мост находится под управлением Ecoponte, компании группы EcoRodovias.

## Конструкция
Мост является самым длинным и высоким в стране. Его длина — 13290 м, в том числе над водой — 8836 м, ширина моста между перилами 26,2 м. 
Судоходная часть залива перекрыта неразрезным металлическим пролётным строением с пролётами 200 - 300 - 200 м. Высота подмостового габарита составляет 72 м, что позволяет крупным судам заходить в залив.
Пролётное строение состоит из двух коробчатых балок высотой от 7,5 м в середине главного пролёта до 13 м над опорами. Ширина каждой коробки 6,8 м, расстояние между их осями 13,2 м. Ортотропная плита образована горизонтальными листами толщиной от 10 до 25 мм, усиленными продольными элементами лоткообразного сечения и установленными на расстоянии 70 см между осями, и поперечными ребрами через каждые 5 м. Стенки и нижняя плита балок имеют переменную толщину: стенки от 12 до 18 мм, нижняя плита от 10 до 45 мм.
Остальные пролеты перекрыты балками из сборного железобетона.

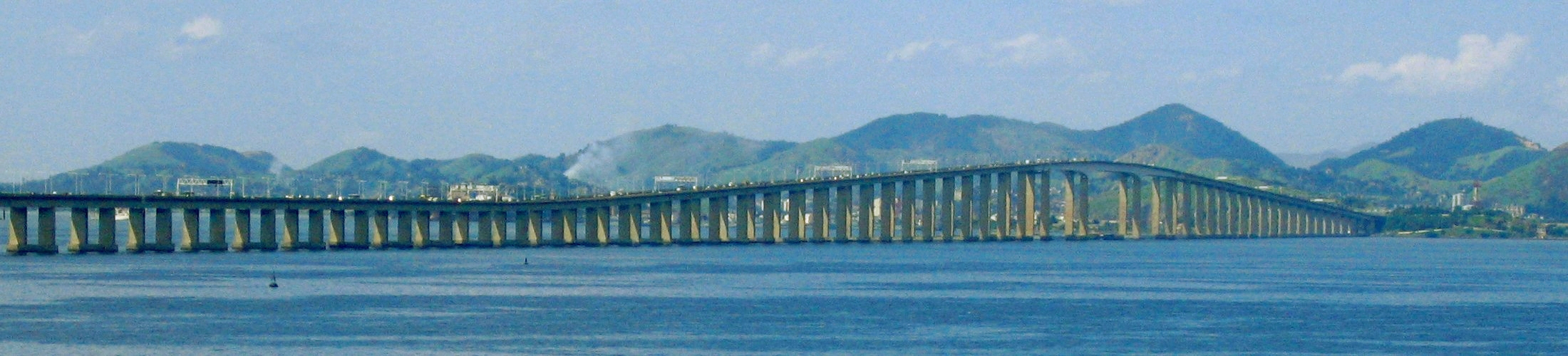
Панорамный вид на мост